# Columbia River Gorge

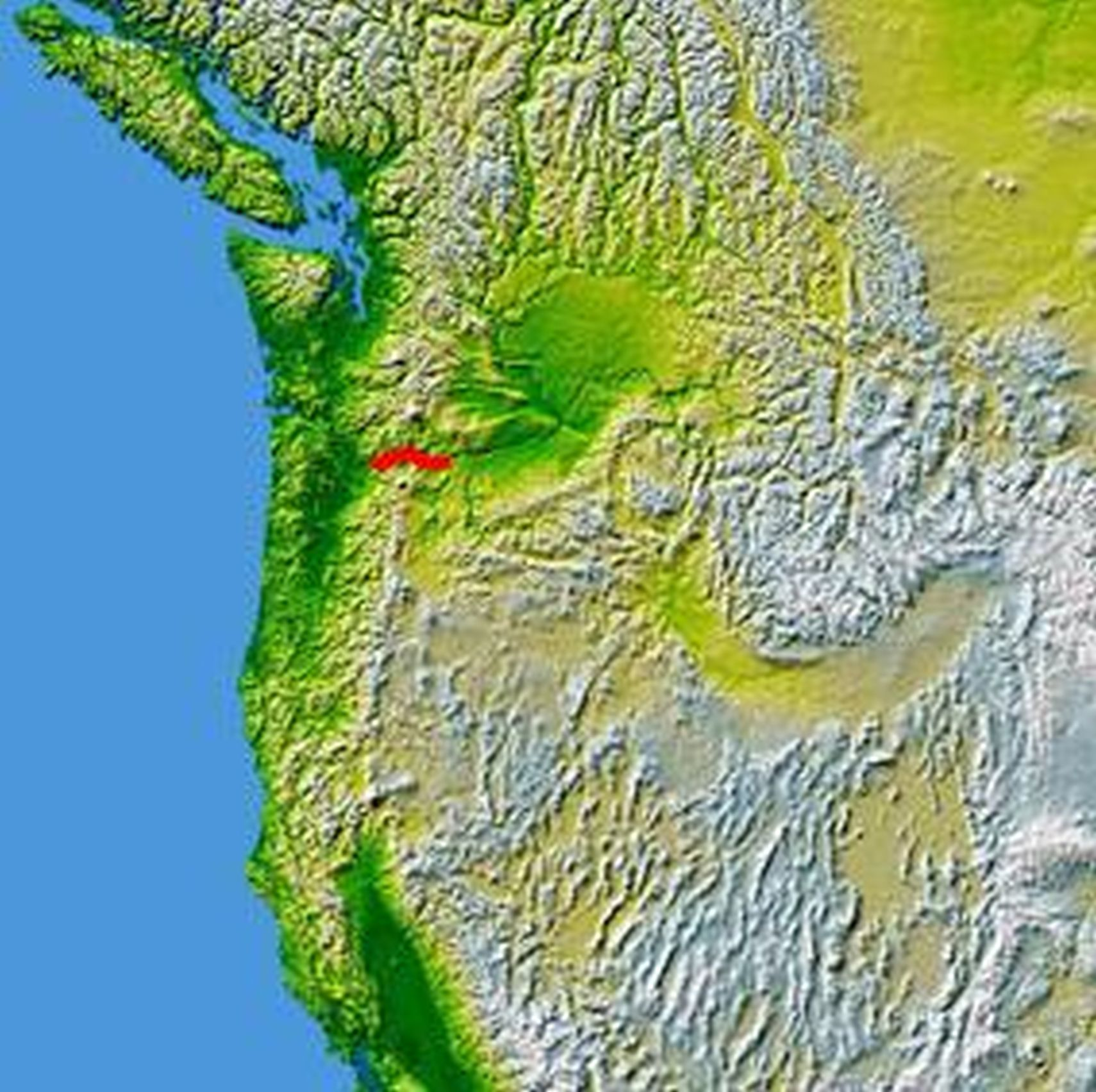
Lage der Columbia River Gorge im Nordwesten der Vereinigten Staaten

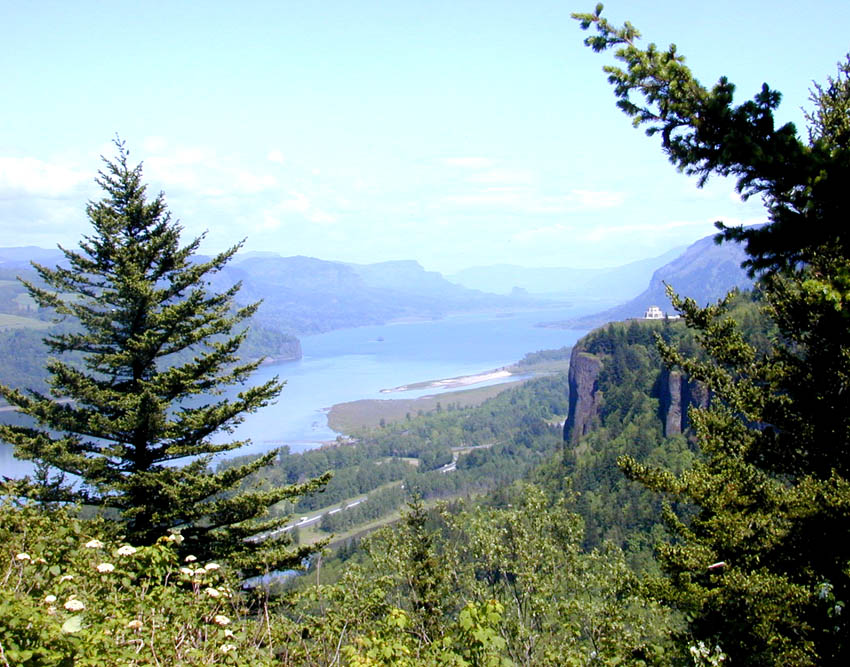
Sicht auf das Tal vom Highway 30 in Oregon zum Crown Point

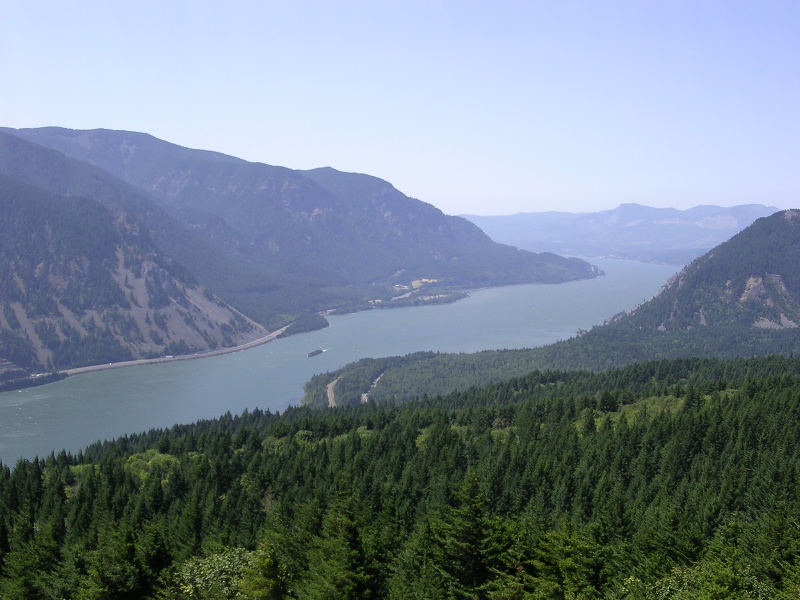
Columbia River Gorge vom Dog Mountain aus gesehen (nahe Bonneville Dam)

Die Columbia River Gorge ist die weite Felsenschlucht des Columbia im Pazifischen Nordwesten der Vereinigten Staaten von Amerika. Darin durchbricht der Fluss die Kaskadenkette. Das Tal erstreckt sich von The Dalles bis Crown Point und bildet in weiten Teilen die Grenze zwischen den Bundesstaaten Washington (südliche Grenze) und Oregon (nördliche Grenze). Die größten Orte an der Schlucht sind Hood River und The Dalles. Zwei große Staudämme, der The Dalles Dam und der Bonneville Dam entschärfen die Stromschnellen und erzeugen Energie.
In der Schlucht ist auch die größte Ansammlung von Wasserfällen im Pazifischen Nordwesten beherbergt, darunter zum Beispiel die Multnomah Falls mit einem Höhenunterschied von eindrucksvollen 188 m.

## Geologie und Vegetation
Über die Epochen hat sich der Columbia-Fluss tief in das Vulkangestein des Columbia-Plateaubasalts getrieben. Die letzte große Erosion erfolgte während der Missoula-Fluten in der letzten Eiszeit vor etwa 13.000 Jahren. Anfang des 17. Jahrhunderts ereignete sich der „Bonneville Slide“, ein großer Erdrutsch, infolge dessen der Columbia aufgestaut wurde. Als der Fluss das lockere Erdreich schließlich unterspült hatte, war eine natürliche Brücke über den Columbia River entstanden, die bei einem späteren Vulkanausbruch jedoch wieder einstürzte. Die indigenen Native Americans erinnern sich des Ereignisses in ihren Legenden und nennen es Bridge of the Gods. Eine 1926 eingeweihte Brücke heißt heute Bridge of the Gods.
Häufiger Regen nährt den Waldbestand und die vielen Wasserfälle über den Basalt-Felsen. Das Tal ist unter anderem mit Koniferen, Ahorn-Bäumen, Pappeln, Eichen und Eschen bewachsen. Die verschiedenen Höhen und der unterschiedliche Niederschlag in den Regionen hat eine biologische Diversität von Ökosystemen hervorgebracht, zum Beispiel einen gemäßigten Regenwald bei Oneonta Gorge (durchschnittlicher Niederschlag 190 cm p. a.) oder die Celilo-Wiesen (durchschnittlicher Niederschlag 30 cm). Ebenso findet sich eine reiche Wildblumenpopulation. An den Hängen wird Wein angebaut, vor allem auf Seite von Oregon (z. B. Hood River Vinery).

## Besiedlungsgeschichte
Das Tal wird seit etwa 13.000 Jahren bevölkert. Die Existenz des Volkes der Folsom und der Marmes, die über die Beringia von Asien eingewandert waren, wurde bei Ausgrabungen bewiesen. Ausgrabungen in Celilo Falls (unweit der Stadt The Dalles entfernt), zeigten, dass Menschen diese ideale Stelle zum Fischen von Lachsen seit über 10.000 Jahren besiedelt haben.
Über viele Jahrhunderte war das Tal zwischen dem Deschutes River und Portland der einzige Weg durch das Kaskadengebirge. 1805 benutzte die Lewis-und-Clark-Expedition das Tal, um den Pazifik zu erreichen. Von 1913 bis 1922 wurde der Historic Columbia River Highway auf der Oregon-Seite des Columbia Rivers als touristische Straße erbaut, für den zunehmenden Autoverkehr wurde daneben bis 1960 die heutige Interstate 84 gebaut. Mit diesen Straßen ist das Tal ein wichtiger Transportkorridor und eine der bedeutendsten Touristikrouten im pazifischen Nordwesten.
Im November 1986 beschloss der US-Kongress, das Tal aufgrund der einzigartigen Schönheit zur ersten U.S. National Scenic Area zu erklären. Innerhalb des Tals liegen vor allem auf der Seite Oregons zahlreiche State Parks.

## Sonstiges

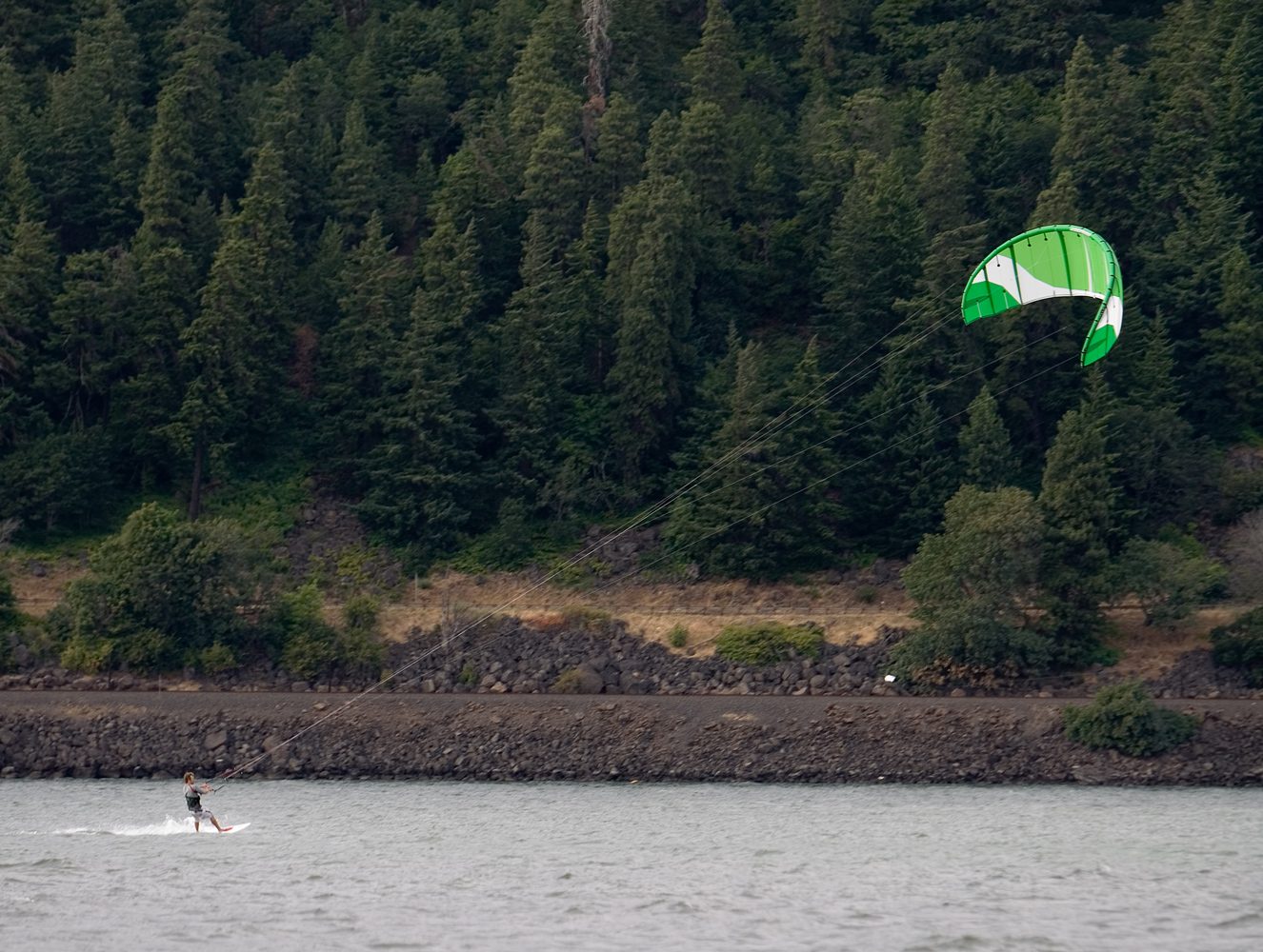
Kitesurfer in der Columbia River Gorge

Atmosphärische Druckunterschiede östlich und westlich des Kaskadengebirges erzeugen einen Windkanaleffekt in den tiefergelegenen Bereichen der Schlucht. Daher sind hier viele Wind- und Kitesurfer anzutreffen. Der Fluss ist wegen seiner ideal dafür geeigneten Wasserstellen weltweit bekannt.